# دوری‌ها

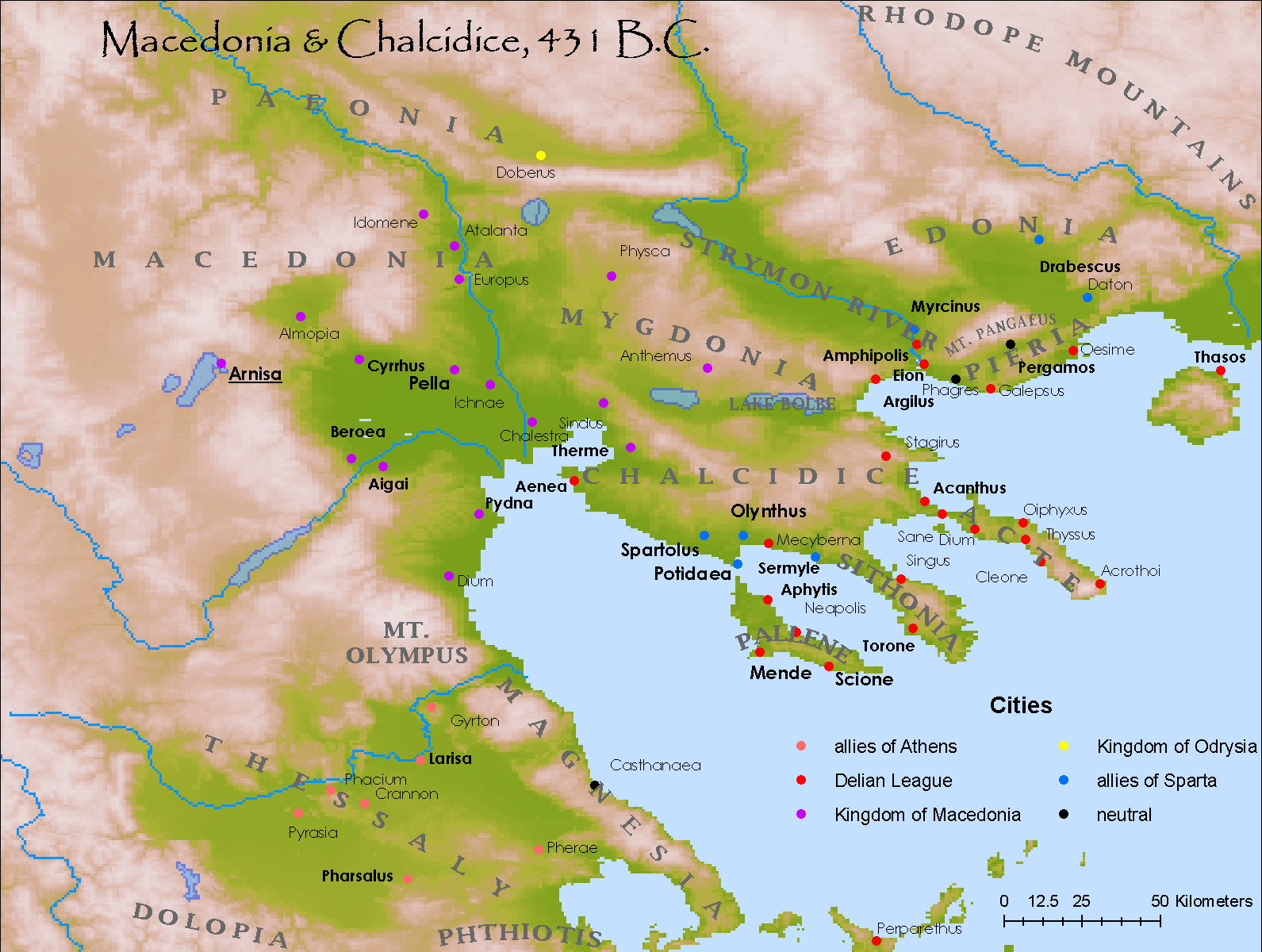
زادبوم دوری‌ها

دوری‌ها یا دوری‌های یونانی (به یونانی: Δωριεῖς، مفرد:Δωριεύς) یکی از چهار تیرهٔ مردمان یونان باستان بودند. سه تیره دیگر آخه‌ای‌ها، آیولی‌ها و ایونی‌ها بودند.
از میان نویسندگان یونانی هرودوت، توسیدید و پوزانیاس و از همه برجسته‌تر پلوتارک درباره خاستگاه دوری‌ها نوشته‌اند.
اسپارتها تبار دوری داشتند.

## ریشهٔ نام
- جنگل نشینان: دور را شماری همان دار و درخت دانسته‌اند.
- کوه نشینان: گروهی نیز دور را دور و دراز دانسته‌اند.
- نیزه داران: دور نیزه نیز معنی شده است.